# 斯坦福体育场
斯坦福体育场（英語：Stanford Stadium），是位于美国加利福尼亚州斯坦福的一座室外体育场，在斯坦福大学校园内。1921年建成，为单层看台结构。一开始座位数为60,000，1927年座位数增加到89,000。2006年体育场翻新重建为双层看台结构，并拆除跑道，目前座位数为50,424。

## 改造和翻新
斯坦福体育场于1921年建成，看台为U形结构，66排共60,000个座位，在当时的规模仅次于耶鲁碗体育场。
1925年，体育场增加了10,200个座位，看台几乎成为碗状。1927年，增加到80排共85,500个座位。
1978年，用塑胶跑道取代了原先的煤渣跑道。在1985年第十九届超级碗和1994年國際足協世界盃前都分别进行了翻新。1995年，洛杉矶保险公司高管和斯坦福大学1935年毕业生路易斯·W·福斯特 (Louis W. Foster) 捐赠了 1000 万美元，使体育场得到进一步翻新。斯坦福因此将体育场中的场地（即草坪）命名为路易斯·W·福斯特家族场地。
2006-06年间，斯坦福体育场进行了大规模的重建翻新。2005年11月26日，在斯坦福枢机红当赛季最后一场比赛结束后几分钟，推土机就开始拆除场地上的天然草皮。施工在冬季和春季迅速进行，并于2006年9月16日重新开放。重建后的体育场整体为矩形，拆除了场地周围的跑道，座位数减少为50,000。

## 体育赛事

### 美式橄榄球
1985年1月，第十九届超级碗在斯坦福体育场举行，旧金山49人以38-16的比分击败迈阿密海豚队。

### 足球
斯坦福体育场举办过1984年夏季奥林匹克运动会足球比赛、1994年國際足協世界盃和1999年國際足協女子世界盃的比赛。
- 1994年國際足協世界盃比赛：

| 日期          | 时间 (UTC−7) | 球队1    | 结果                        | 球队2    | 轮次     | 入座数 |
| ------------- | ------------ | -------- | --------------------------- | -------- | -------- | ------ |
| 1994年6月20日 | 13:00        | 巴西     | 2–0                         | 俄羅斯   | B组      | 81,061 |
| 1994年6月24日 | 13:00        | 巴西     | 3–0                         | 喀麦隆   | B组      | 83,401 |
| 1994年6月26日 | 13:00        | 瑞士     | 0–2                         | 哥伦比亚 | A组      | 83,401 |
| 1994年6月28日 | 13:00        | 俄羅斯   | 6–1                         | 喀麦隆   | B组      | 74,914 |
| 1994年7月4日  | 12:35        | 巴西     | 1–0                         | 美国     | 十六強   | 84,147 |
| 1994年7月10日 | 12:35        | 羅馬尼亞 | 2–2 (加时赛) (4–5 点球大战) | 瑞典     | 半準決賽 | 83,500 |

- 1999年國際足協女子世界盃比赛：

| 日期         | 时间 (UTC−7) | 球队1 | 结果 | 球队2 | 轮次   | 入座数 |
| ------------ | ------------ | ----- | ---- | ----- | ------ | ------ |
| 1999年7月4日 | 13:30        | 美国  | 2–0  | 巴西  | 準決賽 | 73,123 |

- 其他比赛

| 日期           | 赛事                                              | 球队1 | 结果 | 球队2  | 入座数 |
| -------------- | ------------------------------------------------- | ----- | ---- | ------ | ------ |
| 1996年12月14日 | 1998年國際足協世界盃外圍賽 北美、中美及加勒比地区 | 美国  | 2–1  |        | 40,527 |
| 1997年3月16日  | 1998年國際足協世界盃外圍賽 北美、中美及加勒比地区 | 美国  | 3–0  | 加拿大 | 28,898 |